# کراکوف آرنا
کراکوف آرنا (انگلیسی: Kraków Arena) یک ورزشگاه سرپوشیده چند منظوره در کراکوف لهستان است.